# John Henderson (réalisateur)
Pour les articles homonymes, voir Henderson.
Pour le footballeur, voir Jackie Henderson.
John Henderson est un réalisateur britannique né en 1949 à Newcastle-on-Tyne, Angleterre.

## Filmographie
- 1984 : Spitting Image (série télévisée)
- 1988 : Round the Bed (série télévisée)
- 1996 : Loch Ness
- 1998 : Alice à travers le miroir (TV)
- 1999 : Le Monde magique des Leprechauns (TV)
- 1999 : Doctor Who and the Curse of The Fatal Death (TV)
- 2002 : Two Men Went to War (TV)
- 2003 : Suche impotenten Mann für's Leben (TV)
- 2004 : Tunnel of Love (TV)
- 2005 : The Adventures of Greyfriars Bobby
- 2005 : Mee-Shee - Le secret des profondeurs (Mee-Shee: The Water Giant )
- 2008 : Tales of the Riverbank
- 2009 : May Contain Nuts (TV)